# Hailakandi (stad)
Hailakandi is een stad en gemeente in het district Hailakandi van de Indiase staat Assam. 

## Demografie
Volgens de Indiase volkstelling van 2001 wonen er 29.634 mensen in Hailakandi, waarvan 51% mannelijk en 49% vrouwelijk is. De plaats heeft een alfabetiseringsgraad van 77%. 